# Hylesiopsis
Hylesiopsis este un gen de molii din familia Saturniidae. 

## Specii
- Hylesiopsis festiva Bouvier, 1929